# Peter Ling
Peter Ling (* 27. Mai 1926 in Croydon, Surrey, England; † 14. September 2006 in Hastings, East Sussex, England) war ein britischer Redakteur für das Fernsehen und ein Schriftsteller.
Ling begann während des Zweiten Weltkriegs bei der Armee zu schreiben. Erfolge im Radio ließen ihn zu einem Redakteur werden. Später wirkte er an der Erschaffung mehrerer Serien mit, wie zum Beispiel der Soap Opera Compact, und schrieb Drehbücher für die Fernsehserien Mit Schirm, Charme und Melone und Doctor Who, bevor er die neue Soap Opera Crossroads erschuf.
In den letzten Jahren seines Lebens veröffentlichte er mehrere Romane, wie zum Beispiel The Mind Robber für Target Books. An ein weibliches Publikum gerichtete Romane wie den Bodice Ripper Garnet verfasste er unter dem Pseudonym Petra Leigh.